# McDonnell Douglas KC-10 Extender
McDonnell Douglas KC-10 Extender este un avion-cisternă american de realimentare, operat de Forțele Aeriene ale Statelor Unite (USAF). O versiune militară a avionului de linie DC-10 cu trei motoare, KC-10 a fost dezvoltat din programul Advanced Tanker Cargo Aircraft. Încorporează echipamente specifice militare pentru rolurile sale principale de transport și realimentare aeriană. A fost dezvoltat pentru a suplimenta KC-135 Stratotanker în urma experiențelor din Asia de Sud-Est și Orientul Mijlociu. KC-10 a fost al doilea avion de transport McDonnell Douglas care a fost selectat de Forțele Aeriene după C-9. Un total de 60 de KC-10 au fost produse pentru USAF. Forțele Aeriene Regale Olandeze au operat două tancuri similare desemnate KDC-10, care au fost transformate din DC-10.
KC-10 joacă un rol cheie în mobilizarea activelor militare americane, participând la operațiunile de peste mări departe de casă. Aceste aeronave au efectuat transport aerian și realimentare în timpul bombardamentelor din 1986 asupra Libiei (Operațiunea Eldorado Canyon), Războiului din Golf din 1990-1991 cu Irakul (Operațiuni Desert Shield și Desert Storm), bombardamentelor NATO asupra Iugoslaviei (Operațiunea Forța Aliată), Războiului din Afganistan (Operațiunea Enduring Freedom) și Războiul din Irak (Operațiunile Iraqi Freedom și New Dawn).